# Antonio Zeno
Antonio Zeno, nome completo Giovanni Antonio Zeno (Venezia, 1628 – Venezia, 6 luglio 1697), è stato un ammiraglio italiano.
Nel 1694 sostituì il Doge e ammiraglio Francesco Morosini nell'incarico di capitano generale da mar. Fu comandante della flotta veneziana durante l’occupazione dell’isola di Chio, nel combattimento degli scogli degli Spalmadori (9 febbraio 1695) e nella successiva evacuazione di Chio. A causa di quest’ultimo fatto fu arrestato e tradotto in catene a Venezia dove fu rinchiuso nei "Camerotti" del Palazzo delle Prigioni Nuove

## Biografia
Nacque a Venezia nel 1628 da nobile famiglia appartenente al patriziato veneziano.
Durante il corso della guerra di Candia, nel giugno 1655 combatte ai Dardanelli durante la seconda spedizione veneziana, agli ordini dell'ammiraglio Lazzaro Mocenigo, in qualità di vice comandante della divisione dei galeoni (Almirante).  Durante l’azione, quando "entrò" nella corrente negli stretti, ebbe la prontezza di dare subito fondo con l'ancora, mentre gran parte della flotta veneziana scadette lungo il flusso prima di compiere la stessa manovra. Si segnalò per il suo valore contrastando efficacemente da solo, e per un lungo periodo di tempo, i forti attacchi portati delle galee turche.

### La guerra di Morea
All’inizio della guerra di Morea fu provveditore straordinario di Terraferma a Cattaro nel 1684, distinguendosi nella battaglia di Vrtijeljka (7 maggio 1685). Promosso provveditore straordinario dei cavalli combatte in Dalmazia a difesa di Signo, e nel 1688 all’occupazione di Knin. Divenuto Provveditore generale di Morea il 5 gennaio 1689, quattro anni dopo, il 17 febbraio 1693, dovette dimettersi a causa di alcune anonime accuse di malversazione, da cui fu poi assolto.
Il 6 gennaio 1694 morì a Nauplia il Doge e capitano generale da mar Francesco Morosini. Per ovviare quindi al ripetersi di questo inconveniente il nuovo doge di Venezia Silvestro Valier, non volle che le due cariche più importanti della Repubblica fossero riunite nella stessa persona, e nell'estate del 1694 conferì il comando supremo della flotta ad Antonio Zeno, che si imbarcò subito arrivando in zona di operazioni nei primi giorni di settembre dello stesso anno. Contro il parere dei suoi comandanti decise di iniziare una spedizione contro l'isola di Chio, situata al largo della costa dell'Asia Minore, che fu rapidamente conquistata.
Successivamente non affrontò combattimento contro una forte squadra navale turca che incrociava in quelle acque, lasciando che raggiungesse Smirne indisturbata.
Nel corso dell’inverno del 1695 la flotta turca forte di 16 galeoni, 14 maone e 24 galee, al comando di Hussein Pascià e dal corsaro Hadjdji Hüsein detto Mezzomorto, ritornò in azione costringendo quella veneziana, composta da 20 galeazze e 24 galee, ad una durissima battaglia presso le isole degli Spalmadori il 9 febbraio. Lo Zeno si distinse durante il combattimento andando in soccorso, con le galee al suo comando, alle galeazze di Bartolomeo Gradenigo fortemente impegnate dalle navi turche.
Il 19 febbraio il Consiglio dei capitani veneziani decise di abbandonare ai turchi l'isola appena conquistata sei mesi prima. Tale decisione fu avallata dallo Zeno, che rifiutò anche l'offerta del Provveditore Giustino Riva che si era offerto di difendere l'isola dall’attacco nemico. L’evacuazione avvenne poco dopo è costò la perdita di numeroso materiale. Tra queste vi era il vascello onerario Abbondanza e Ricchezza incagliatosi nel porto dell'isola. Nonostante un malriuscito tentativo effettuato dal Pisani di disincagliare la nave, il vascello dovette essere abbandonato al nemico con il suo prezioso carico di rifornimenti destinati a supportare le operazioni dell'Armata Grossa, venendo poi catturato dai turchi.
Sostituito da Alessandro Molin, egli venne arrestato insieme ad altri alti ufficiali, tra cui il provveditore straordinario all'armata Pietro Querini e quello ordinario Carlo Pisani,  su ordine del Senato della Repubblica, e portato a Venezia in ceppi per essere rinchiuso nei "Camerotti" del Palazzo delle Prigioni Nuove, dove si spense in attesa di processo il 6 luglio 1697.

## Pubblicazioni
- Manifesto del n.h. ser Antonio Zen cavalier, il quale fu Capitan Generale da Mar fatto negl'ultimi periodi della sua vita negli Camerotti di Venetia, ove si trovava volontariamente presentato per escolparsi dell'imputazioni addossategli per li successi di Scio e, dell'Armata.

### Annotazioni
1. ↑  Lo scontro fu durissimo e tra le file dei veneziani si contarono 465 morti solo nella fase iniziale della battaglia.
2. ↑  Nella marina da guerra veneta ogni decisione di rilevanza strategica era presa dal consiglio dei capi da mar a maggioranza.
3. ↑  Sul posto rimasero grandi quantità di artiglieria, munizioni, cavalli e navi.
4. ↑  Si trattava di dieci sopracomiti e un governator di nave.

### Fonti
1. ↑  Flangini - Dizionario Storico-Portatile Di Tutte Le Venete Patrizie Famiglie
2. ↑  Garzoni 1720, p. 63.
3. ↑  Garzoni 1720, p. 224.
4. 1 2  Zarinebaf, Bennet, Davis 2005, p. 112.
5. ↑  Garzoni 1720, p. 453.
6. ↑  Garzoni 1720, p. 454.
7. ↑  Garzoni 1720, p. 621.
8. 1 2 3  Garzoni 1720, p. 624.
9. ↑  Garzoni 1720, p. 626.
10. ↑  Garzoni 1720, p. 632.
11. 1 2  Levi 1896, p. 24.
12. ↑  Levi 1896, p. 23.
13. 1 2  Garzoni 1720, p. 638.
14. 1 2  Garzoni 1720, p. 639.